# Alciopa reynaudi
Alciopa reynaudi är en ringmaskart som beskrevs av Jean Victor Audouin och Milne Edwards 1833. Alciopa reynaudi ingår i släktet Alciopa och familjen Alciopidae.
Artens utbredningsområde är havet kring Nya Zeeland. Inga underarter finns listade i Catalogue of Life.